# Ceny hráčů
Ceny hráčů je každoročně pořádaná anketa navazující na anketu Booom. První ročník se konal v roce 2014. 

## 2014
- Hra roku: Far Cry 4
- Nejlepší technické zpracování: Far Cry 4
- PC hra roku: Dragon Age: Inquisition
- Konzolová hra roku: Middle-earth: Shadow of Mordor
- Mobilní hra roku: Monument Valley
- Příběh roku: The Last of Us Remastered
- Sportovní / závodní hra roku: Forza Horizon 2
- RPG roku: Dragon Age: Inquisition
- Herní soundtrack: The Last of Us Remastered

## 2015
- Hra roku: Zaklínač 3: Divoký hon
- Česko-Slovenská hra: Blackhole
- Nejlepší technické zpracování roku: Zaklínač 3: Divoký hon
- PC hra roku: Zaklínač 3: Divoký hon
- Konzolová hra roku: Bloodborne
- Mobilní hra roku: Rayman Adventures
- Příběh roku: Zaklínač 3: Divoký hon
- Sportovní / závodní hra roku: Rocket League
- RPG roku: Zaklínač 3: Divoký hon
- Herní soundtrack: Zaklínač 3: Divoký hon

## 2016
- Hra roku: Overwatch
- Česko-Slovenská hra: ArmA 3: Apex
- PC hra roku: Zaklínač 3: Divoký hon– O víně a krvi
- Konzolová hra roku: Uncharted 4: A Thief's End
- Mobilní hra: Pokémon Go

## 2017
- Hra roku: PlayerUnknown's Battlegrounds
- Česko-Slovenská hra: Mashinky
- Nejlepší technické zpracování roku: Horizon Zero Dawn
- PC hra roku: PlayerUnknown's Battlegrounds
- Konzolová hra roku: Horizon Zero Dawn
- Mobilní hra roku: South Park: Phone Destroyer
- Překvapení roku: PlayerUnknown's Battlegrounds
- Příběh roku: Horizon Zero Dawn
- Sportovní / závodní hra roku: Forza Motorsport 7
- RPG roku: The Legend of Zelda: Breath of the Wild
- Akční hra: Wolfenstein II: The New Colossus
- Herní soundtrack: Cuphead

## 2018
- Hra roku: God of War
- Česko-Slovenská hra: Kingdom Come: Deliverance
- Nejlepší technické zpracování: Red Dead Redemption 2
- PC hra: Kingdom Come: Deliverance
- Konzolová hra: God of War
- Mobilní hra: PlayerUnknown's Battlegrounds Mobile
- Překvapení roku: Beat Saber
- Příběh roku: Detroit: Become Human
- Sportovní / závodní hra: Forza Horizon 4
- RPG: Kingdom Come: Deliverance
- Akční hra:  God of War
- Herní soundtrack:  God of War

## 2020
Výsledky Ceny hráčů 2020 byly zveřejněny 29. března 2021.
- Nejlepší hra: Doom Eternal
- Nejvíc znovuhratelná hra: Doom Eternal
- Nejlepší příběh: Cyberpunk 2077
- Nejlepší grafika: Cyberpunk 2077
- Nejlepší herní svět: Cyberpunk 2077
- Nejděsivější hra: Resident Evil 3 (Remake)